# アンペア毎メートル
アンペア毎メートル（アンペアまいメートル）は、磁場の強さの単位である。1アンペア毎メートルは、磁場の方向に沿って1メートル隔てた二点間の起磁力が1アンペア（アンペア回数）である磁場の強さと定義される。
CGS単位系の磁場の強さの単位であるエルステッド(Oe)との換算は、
1 A/m = 4π/1000 Oe
1 Oe = 1000/4π A/m
となる。

## 符号位置
| 記号 | Unicode | JIS X 0213 | 文字参照          | 名称               |
| ---- | ------- | ---------- | ----------------- | ------------------ |
| ㏟   | U+33DF  | -          | &#x33DF; &#13279; | アンペア毎メートル |

Unicodeには、アンペア毎メートルを表す上記の文字が収録されている。これはCJK互換用文字であり、既存の文字コードに対する後方互換性のために収録されているものであるので、使用は推奨されない。